# Long Live the Loud
Long Live the Loud è il terzo album del gruppo musicale Exciter, realizzato nel 1985.

## Tracce
1. Fall Out – 1:55
2. Long Live The Loud – 4:18
3. I Am The Beast – 4:50
4. Victims Of Sacrifice – 4:59
5. Beyond The Gates Of Doom – 5:15
6. Sudden Impact – 4:03
7. Born To Die – 6:02
8. Wake Up Screaming – 10:00

## Bonus Tracks 2005
1. Feel the Knife – 2:55
2. Violence and Force – 4:24
3. Pounding Metal – 6:14

## Formazione
- John Ricci – chitarra
- Allan Johnson – basso
- Dan Beehler – batteria, voce